# Николай Тошкович
 Тази статия е за българския инженер.  За неговия чичо търговец вижте Никола Тошков.  
Николай Стефанов Тошкович е считан за първия признат български изобретател, съпритежател на първия български патент първия патент в историята на българската техника (1857 г.) и първия патент в българската морска история (1859 г.).

## Биография
Роден е в семейството на Стефан Тошкович от видната търговска фамилия Тошкови от Калофер. Семейството се преселва в Одеса през 1819 г., където вероятно през 1831 г. се ражда Николай
Учи в Практическия технологичен институт в Петербург. По-късно живее в Одеса, където се ползва с голям авторитет – подпомага много българи да учат в тамошните училища. Цялото семейство Тошкович е известно с благотворителността си. Изпращат средства на калоферското училище, в Неврокоп, из Македония и другаде. Николай Тошкович е член (от 1855 г.) на Селскостопанското дружество в Южна Русия и работи в областта на парните машини.
За да се усъвършенства, заминава за Париж, където работи във „фабриката на Кайля“ (името е цитирано по Сава Филаретов, става дума за Жан-Франсоа Кай на френски: J.-F.Cail et Cie) – известен конструктор в тогавашна Франция. В неговата фабрика се изработват едни от най-модерните локомотиви по онова време. Там Тошкович израства като талантлив конструктор.

## Инженер-изобретател
Към средата на 19 век основен проблем пред конструкторите на парни машини е повърхностната износоустойчивост на буталата. От триенето те бързо се износват и хлабината между буталото и цилиндъра се увеличава. Това води до намаляване коефициента на полезно действие – увеличаване на разхода на пара и намаляване на мощността. Конструкторите използват твърди и скъпи сплави за изработване на буталата, но не постигат сериозни успехи.
На 4 март 1857 г. пред Дружеството за поощряване на промишлеността Николай Тошкович и Франсоа Жерар представят своето изобретение: да се използват еластични пръстени, разположени в канали на повърхността на буталото, които да поддържат постоянна сглобка между цилиндъра и буталото. Износването на цилиндъра и пръстените се компенсира от еластичното им разширение. Комисията в Париж оценява високо работата на изобретателите и им издава патент o № 30585 за „Система на парно бутало или усъвършенствания, внесени в тази система, за която господин Жерар вече притежава патент от 21 (9) юли 1856 г.“. Това е първият известен патент, даден на българин.
Известният възрожденски деец Сава Филаретов пише в „Цариградски вестник“ (бр. 330 от 25 май 1857 г.) дописка под заглавие „Известие за едно усъвършенствование в механиката, което направил в Париж един българин, Николай Ст. Тошкович“. Според дописката: „Неговите „поршени“ (бутала), колкото се изтриват, толкова от само себе си се разширяват“. Той дава и някои икономически показатели за изобретението: буталата на Тошкович са 3 пъти по-евтини от всички тогавашни бутала; дават 16 – 18% икономия на гориво; здрави и дълготрайни са.
Второто изобретение на българина е от 1859 г. и туĸ патентът вече е само на негово име. Cтава дума за корабна част – гребен винт c двойно действие от нов вид – което има непозната дотогава ефективност. Kaĸто е описано в патента, разработената от Tошĸович ĸонструкция е много по-икономична и c нея се получава печалба за хода на кораба и за горивото, която общо е поне 25 %“. Tова е мощна стъпка напред в сравнение c познатите дотогава винтове. За него на 12.III.1859 г. Tошкович получава на свое име френски патент № 40180. Изобретателят разработва и чертеж, показващ принципа и някои от параметрите на съоръжението. Нещо повече, той създава и опитно устройство, на което корабен модел ce движи ĸaĸто c дотогавашно, таĸa и c неговото ново витло, и на праĸтиĸa доказва предимствата на изобретението си.
В Париж през април 1860 г. Николай Тошкович завършва и ръкописа на труда си „Практически записки по параходите“. Авторът сам споменава за друг свой френски патент от 1859 г. за „гребен винт с двойно действие“ (днес противоположно въртящи се съосни гребни винтове). По онова време корабният винт е новост и има много противници. В ръкописа личи богатата техническа мисъл на първия българин-изобретател, признат във Франция.

## Обществена дейност
Тошкович е сред основателите на Българско книжовно дружество, днес Българска академия на науките. Той е един от 22-мата видни одески българи, събрали се в края на 1868 г., когато „разгледа се на последен път проекта на устава“. Освен това е дългогодишен и активен член на Одеското българско настоятелство.
Тошкович става главен инженер на корабостроителницата в Одеса през 1869 г.
От баща си Стефан Николай Тошкович наследява (1870 г.) един препис на „История славянобългарска“ и уведомява за него Марин Дринов. През 1871 г. видният историк пръв в науката съобщава за безценния документ: „Наший просветен съотечественик, Н. С. Тошкович ми каза, че у него се намирал друг един препис от същото Паисиево списание, препис, който той получил като най-драгоценно наследие от отца си...“. Този екземпляр влиза в историографията с името „Тошковичев препис“.
След Освобождението Никола Тошкович е сред дарителите на първото висше училище в България Софийския университет. В университетската библиотека се съхранява ръкописът му „Практически бележки за параходите“ от май 1860, останал неиздаден, който е първото българско техническо изследване по корабостроене. Ръкописът е бил положен в специално шкафче в Университетската библиотека с отбелязан върху капака надпис „Pъководство и планове по механиĸa“, съдържащи още бележки. „Бележките за параходите“ са самобитен научен труд, който прави опит да разгледа в по-голяма пълнота парната тяга във водния транспорт, ĸато особено подробно ca изследвани гребните витла. Hиколай Tошкович прави описание и анализ на познатите до момента гребни винтове и ce спира на техните предимства и недостатъци. Hалице е добра ерудиция за математически и хидродинамичен анализ, трудът е изпълнен c прецизно изработени чертежи. А прогнозите на изобретателя за бъдещия ефект от противоположно въртящите се съосни гребни витла се потвърждават от историята на корабостроенето в следващите десетилетия.
Николай Тошкович умира през 1893 г.